# Moldavien i Eurovision Song Contest 2013
Moldavien kommer att delta i Eurovision Song Contest 2013 i Malmö i Sverige. Moldavien kommer att representeras av Aliona Moon med låten "O mie".

## O melodie pentru Europa 2013

### Inför
Den 18 september 2012 bekräftade TRM sitt deltagande i tävlingen år 2013. Den 14 november rapporterades det om att landet mest troligtvis skulle välja bidrag genom en nationell uttagning i slutet av februari eller i början av mars 2013. Den 6 december meddelade Moldaviens vice premiärminister Mihai Moldovanu via sin hemsida att landets nationella uttagning till Eurovision skulle starta den 10 december. Moldaviens regering hade bildat en speciell kommitté bestående av bland annat musikexperter för att försäkra sig om att få till ett ordentligt deltagande i 2013 års tävling. Kommittén hade den 6 december godkänt uttagningens regler och TRM skulle den 10 december ha påbörjat den, vilket man dock gjorde den 13 december istället genom att publicera uttagningens regler. Dagen innan, den 12 december, hade man avslöjat att den nationella finalen skulle komma att hållas den 2 mars 2013 i huvudstaden Chișinău. Senare förändrade man upplägget då man istället för enbart en final tog med två semifinaler som skulle hållas den 26 och 28 februari.
Datumen för både semifinalerna och finalen kom dock att ändras den 30 januari 2013 då TRM meddelade att semifinalerna skulle hållas den 12 och 14 mars, följt av finalen den 16 mars.

### Bidrag
Artister och låtskrivare hade fram till den 10 januari 2013 att anmäla sig eller skicka in bidrag. Det var också första gången som utländska låtskrivare får skicka in bidrag till landets uttagning. Låtar skulle framföras på antingen engelska eller rumänska. Totalt fick man in 175 ansökningar, bestående av 126 låtar för 49 artister, vilket var ett nytt rekord. Artisterna fick först gå på auditions. En jury bestående av musikexperter valde sedan ut 24 av de 49 artisterna till att få delta semifinalerna. Efter att Denis Latîşev dragit sig ur tävlingen meddelades det inledningsvis att enbart 23 artister skulle delta. Han ersattes dock senare av Margarita Ciorici med "Coma". Förutom moldaviska låtskrivare fick man även in bidrag från Tyskland, Sverige, Norge, Nederländerna, Kanada och USA. Juryn valde 60 av de 126 låtarna till nästa fas. Där fick de utvalda artisterna själva välja vilken låt de ville framföra och bidragen kortades därmed ner från 60 till de slutgiltiga 24. Den 21 januari publicerade TRM de första 9 bekräftade bidragen.
De 24 artisterna placerades i två semifinaler med 12 i ena och 11 i den andra. 7 bidrag från varje semifinal gick vidare till finalen, vilket gjorde att 12 bidrag framfördes i finalen.
Bland deltagarna som valdes fanns bland andra Karizma, som deltagit i tävlingen 4 gånger tidigare, Cristina Croitoru, som hade ställt upp i tävlingen tidigare och Cristina Scarlat som ställt upp 2 gånger tidigare. Därtill stor året dessförinnan vinnare av O melodie pentru Europa, Pavel Parfeni (Pasha Parfeny), bakom Aliona Moons tävlingsbidrag. Bland kompositörerna och låtskrivarna var merparten moldavier men ett antal av upphovsmännen var svenskar och danskar.

#### Juryn
Den jury som valde artister och bidrag till uttagningen bestod av följande personer inom musikindustrin.
- Nelly Ciobanu
- Vladimir Beleaev
- Geta Burlacu
- Valentin Boghean
- Tatiana Cerga
- Valentin Dinga
- Victoria Tcacenco
- Nicu Tarna

### Semifinal 1
Den första semifinalen gick av stapeln den 12 mars 2013. Sju av de tolv bidragen går till finalen.
| Nr | Artist                   | Låt                | Text (t) / Musik (m)                                                                                                   | Folkets röster | Folkets röster | Jury | Totalt | Plats |
| Nr | Artist                   | Låt                | Text (t) / Musik (m)                                                                                                   | Tele           | Poäng          | Jury | Totalt | Plats |
| -- | ------------------------ | ------------------ | --- | -------------- | -------------- | ---- | ------ | ----- |
| 1  | Diana Staver             | "Underestimated"   | Thomas Thörnholm (m/t), Martin Englund (m/t), Danne Attlerud (m/t)                                                     | 6,85%          | 5              | 0    | 5      | 11    |
| 2  | Vitalie Maciunschi       | "I Want You Back"  | Mathias Kallenberger (m/t), Andreas Berlin (m/t), Stephen Leuenberger (m/t)                                            | 5,39%          | 2              | 3    | 5      | 10    |
| 3  | Margarita Ciorici        | "Coma"             | Hanif Sabzevari (m/t), Alexander Holmgren (m/t), Michael James Down (m)                                                | 6,45%          | 4              | 2    | 6      | 8     |
| 4  | Cristina V. & Glam Girls | "Celebrate"        | Hanif Sabzevari (m/t), Mike Eriksson (m), Johnny Sanekes (m), Michael James Down (m), Hitmanic (t)                     | 13,46%         | 8              | 0    | 8      | 6     |
| 5  | Doiniţa Gherman          | "Planeta e un rai" | Doinița Gherman (m/t), Ricu Vodă (m), Cătălin Gondiu (t)                                                               | 15,83%         | 12             | 6    | 18     | 3     |
| 6  | Stela Boţan              | "Inima mea"        | Constantin Dușcu (m), Stela Boţan (t)                                                                                  | 4,16%          | 1              | 1    | 2      | 12    |
| 7  | Vitalie Negruţă          | "You'll Be Mine"   | Veaceslav Daniliuc (m), Andrei Hadjiu (t)                                                                              | 5,85%          | 3              | 8    | 11     | 4     |
| 8  | Aliona Moon              | "A Million"        | Yuliana Scutari (t), Serghei Legheida (t), Pavel Parfeni (m)                                                           | 12,86%         | 7              | 12   | 19     | 2     |
| 9  | Ruslan Ţaranu            | "Amadeus"          | Ruslan Ţaranu (m/t) | 2,35%          | 0              | 5    | 5      | 9     |
| 10 | Boris Covali             | "Runaways"         | Hanif Sabzevari (m/t), Fredrik Åkerlund (m), Michael James Down (m)                                                    | 14,70%         | 10             | 10   | 20     | 1     |
| 11 | Felicia Dunaf            | "Codename Felice"  | Eugen Doibani (m/t) | 9,21%          | 6              | 4    | 10     | 5     |
| 12 | Svetlana Bogdanova       | "Conquer My Heart" | Christina Schilling (m/t), Camilla Gottschalck (m/t), Daniel Nilsson (m/t), Henrik Szabo (m/t), Jonas Gladnikoff (m/t) | 2,89%          | 0              | 7    | 7      | 7     |

### Semifinal 2
Den andra semifinalen hölls den 14 mars 2013. Som i den första semifinalen kom 7 av de 12 bidragen att gå vidare till finalen. Semifinal två vanns av Cristina Croitoru & Karizma på 20 poäng, dock på samma poäng som tvåan Cristina Scarlat men med mer folkröster.
| Nr | Artist                      | Låt                     | Text (t) / Musik (m)                                                                                   | Folkets röster | Folkets röster | Jury | Totalt | Plats |
| Nr | Artist                      | Låt                     | Text (t) / Musik (m)                                                                                   | Tele           | Poäng          | Jury | Totalt | Plats |
| -- | --------------------------- | ----------------------- | --- | -------------- | -------------- | ---- | ------ | ----- |
| 1  | Tatiana Heghea              | "A Brighter Day"        | Vasco Cardoso (m), Ruben Pacheco (m), Michael James Down (t)                                           | 18,09%         | 12             | 4    | 16     | 3     |
| 2  | Aurel Chirtoacă             | "Iartă-mă"              | Eugenia Andries-Carabut (m/t)                                                                          | 6,01%          | 3              | 6    | 9      | 7     |
| 3  | Inaya                       | "I Need You Now"        | Ylva Persson (m/t), Linda Persson (m/t)                                                                | 2,57%          | 0              | 3    | 3      | 10    |
| 4  | Anna Gulko                  | "Somebody Else"         | Roman Lupu (m/t)                                                                                       | 7,93%          | 5              | 5    | 10     | 5     |
| 5  | Valeria Paşa & Alex Mataev  | "Show Me Your Feelings" | Paşa Valeriu (m/t)                                                                                     | 7,13%          | 4              | 2    | 6      | 9     |
| 6  | NiCo                        | "Freaky Thong"          | Hitmanic (m/t), Henri Thiesen (m), Jimi Thiesen (m), Michael James Down (m)                            | 8,67%          | 6              | 7    | 13     | 4     |
| 7  | Irina Tarasiuk              | "Dancing Hearts"        | Serghei Covalischii (m), Alina Dabija (t)                                                              | 2,75%          | 1              | 1    | 2      | 11    |
| 8  | FireLove                    | "Just Smile"            | Irina Gondiu (m/t)                                                                                     | 2,40%          | 0              | 0    | 0      | 12    |
| 9  | Irina Kitoroagă             | "L.O.V.E. Love"         | John Ballard (m/t), Ruth Mussie (m/t), Jerusalem Yemane (m/t), Irena Krsteva (m/t), Kian Fakhary (m/t) | 5,07%          | 2              | 8    | 10     | 6     |
| 10 | Cristina Scarlat            | "I Pray"                | Ivan Aculov (m), Lidia Scarlat (t)                                                                     | 14,05%         | 8              | 12   | 20     | 2     |
| 11 | Alexandru Şendrea           | "In My Head"            | Michael James Down (m/t)                                                                               | 9,30%          | 7              | 0    | 7      | 8     |
| 12 | Cristina Croitoru & Karizma | "Never Fall Again"      | Cristina Croitoru (m), Olga Fesenco (t)                                                                | 16,03%         | 10             | 10   | 20     | 1     |

### Final
Finalen gick av stapeln lördagen den 16 mars 2013. Till finalen tog sig 14 bidrag från de två semifinalerna. I finalen gällde samma röstningssystem som i det bägge semifinalerna, det vill säga 50% juryröster och 50% telefonröster. Tittarna gav sina högsta poäng till Boris Covali, medan juryn gav sin 12:a till Aliona Moon. Sammanlagt fick dock Moon 22 poäng och vann därmed tävlingen före Covali på 20 poäng.
| Nr | Artist                      | Låt                | Text (t) / Musik (m)                                                                                                   | Folkets röster | Folkets röster | Jury | Totalt | Plats |
| Nr | Artist                      | Låt                | Text (t) / Musik (m)                                                                                                   | Tele           | Poäng          | Jury | Totalt | Plats |
| -- | --------------------------- | ------------------ | --- | -------------- | -------------- | ---- | ------ | ----- |
| 1  | Cristina V. & Glam Girls    | "Celebrate"        | Hanif Sabzevari (m/t), Mike Eriksson (m), Johnny Sanekes (m), Michael James Down (m), Hitmanic (t)                     | 1,31%          | 1              | 0    | 1      | 12    |
| 2  | Boris Covali                | "Runaways"         | Hanif Sabzevari (m/t), Frederik Åkerlund (m), Michael James Down (m)                                                   | 36,49%         | 12             | 8    | 20     | 2     |
| 3  | Cristina Croitoru & Karizma | "Never Fall Again" | Cristina Croitoru (m), Olga Fesenco (t)                                                                                | 8,51%          | 8              | 7    | 15     | 4     |
| 4  | Svetlana Bogdanova          | "Conquer My Heart" | Christina Schilling (m/t), Camilla Gottschalck (m/t), Daniel Nilsson (m/t), Henrik Szabo (m/t), Jonas Gladnikoff (m/t) | 0,58%          | 0              | 2    | 2      | 11    |
| 5  | Nicoleta Gavriliţă          | "Freaky Thong"     | Hitmanic (m/t), Henri Thiesen (m), Jimi Thiesen (m), Michael James Down (m)                                            | 3,29%          | 4              | 3    | 7      | 6     |
| 6  | Aurel Chirtoacă             | "Iartă-mă"         | Eugenia Andries-Carabut (m/t)                                                                                          | 2,50%          | 2              | 5    | 7      | 7     |
| 7  | Irina Kitoroagă             | "L.O.V.E. Love"    | John Ballard (m/t), Ruth Mussie (m/t), Jerusalem Yemane (m/t), Irena Krsteva (m/t), Kian Fakhary (m/t)                 | 0,94%          | 0              | 4    | 4      | 10    |
| 8  | Anna Gulko                  | "Somebody Else"    | Roman Lupu (m/t) | 0,82%          | 0              | 0    | 0      | 14    |
| 9  | Vitalie Negruţă             | "You'll Be Mine"   | Veaceslav Daniliuc (m), Andrei Hadjiu (t)                                                                              | 3,24%          | 3              | 6    | 9      | 5     |
| 10 | Cristina Scarlat            | "I Pray"           | Ivan Aculov (m), Lidia Scarlat (t)                                                                                     | 5,63%          | 7              | 10   | 17     | 3     |
| 11 | Doinița Gherman             | "Planeta e un rai" | Doinița Gherman (m/t), Ricu Vodă (m), Cătălin Gondiu (t)                                                               | 3,39%          | 5              | 1    | 6      | 9     |
| 12 | Tatiana Heghea              | "A Brighter Day"   | Vasco Cardoso (m), Ruben Pacheco (m), Michael James Down (t)                                                           | 3,74%          | 6              | 0    | 6      | 8     |
| 13 | Felicia Dunaf               | "Codename Felice"  | Eugen Doibani (m/t) | 1,07%          | 0              | 0    | 0      | 13    |
| 14 | Aliona Moon                 | "A Million"        | Yuliana Scutari (t), Serghei Legheida (t), Pavel Parfeni (m)                                                           | 28,49%         | 10             | 12   | 22     | 1     |

## Vid Eurovision
Moldavien har lottats till att framföra sitt bidrag i den andra halvan av den första semifinalen den 14 maj 2013 i Malmö Arena.
I tävlingen kommer Moon att framföra vinnarlåten, "A Million", på rumänska med titeln "O mie".